# Arnold Palmer

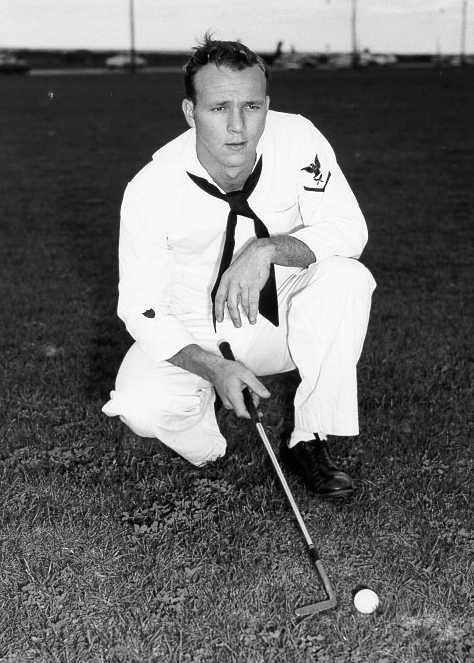
Arnold Palmer

Arnold Daniel Palmer (Latrobe, 10 september 1929 – Pittsburgh (Pennsylvania), 25 september 2016) was een Amerikaans golfer.

## Loopbaan
Als zoon van de professional/greenkeeper op de baan van negen holes van de Latrobe Country Club in Latrobe, Pennsylvania begon Palmer als kind golf te spelen. Hij kreeg toestemming om 's ochtends vroeg of 's avonds de baan op te gaan, als er geen leden waren. Hij ging met een studiebeurs naar Wake Forest University, maar bedacht zich en ging voor drie jaar naar de 'Coast Guards'. Daar had hij tijd om golf te spelen. Nadat hij in 1954 het US Amateur won, besloot hij professional te worden. Dertien jaar later was hij de eerste golfer die $1.000.000 had verdiend.
Palmer was een charismatisch persoon. Mede door de opkomst van de televisie droeg hij als een van de blikvangers bij aan het populair worden van de sport. Hij won 62 toernooien op de US PGA Tour en tien op de Champions Tour. De jaren 60 maakten hem beroemd. Hij won het US Open en tweemaal het Britse Open, dat in de Verenigde Staten nog nauwelijks bekendheid genoot. De media begonnen steeds meer tijd en aandacht aan golf te besteden en Palmer was hun ster. In vier seizoenen behaalde hij 29 overwinningen.
In 2004 speelde hij voor de vijftigste en laatste keer de Masters. Vanaf 2006 speelde hij helemaal geen toernooien meer.

## US PGA Tour

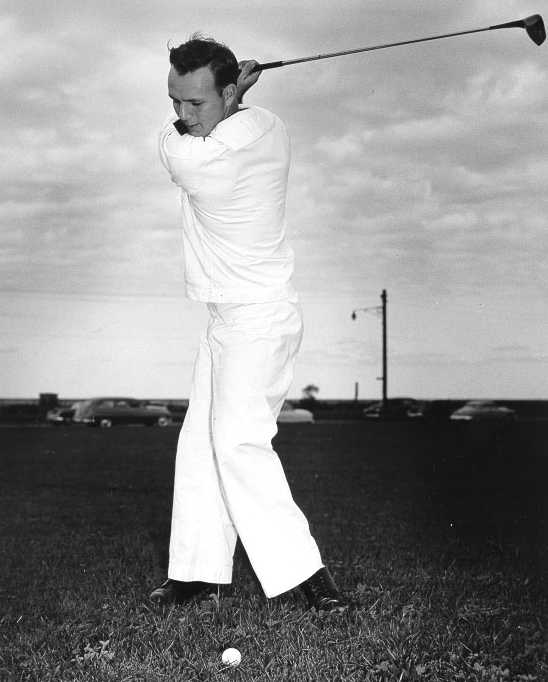
Arnold Palmer (1953)

Palmer won tussen 1955 en 1973 62 toernooien. Daarmee staat hij op de vijfde plaats van de betreffende ranglijst. Alleen Sam Snead, Jack Nicklaus, Tiger Woods en Ben Hogan wonnen vaker.
- 1955: Canadian Open
- 1956: Insurance City Open, Eastern Open
- 1957: Houston Open, Azalea Open Invitational, Rubber City Open Invitational, San Diego Open Invitational
- 1958: St. Petersburg Open Invitational, The Masters, Pepsi Championship
- 1959: Thunderbird Invitational, Oklahoma City Open Invitational, West Palm Beach Open Invitational
- 1960: Palm Springs Desert Golf Classic, Texas Open Invitational, Baton Rouge Open Invitational, Pensacola Open Invitational, The Masters, U.S. Open, Insurance City Open Invitational, Mobile Sertoma Open Invitational
- 1961: San Diego Open Invitational, Phoenix Open Invitational, Baton Rouge Open Invitational, Texas Open Invitational, Western Open, The Open Championship
- 1962: Palm Springs Golf Classic, Phoenix Open Invitational, The Masters, Texas Open Invitational, Tournament of Champions, Colonial National Invitation, The Open Championship, American Golf Classic
- 1963: Los Angeles Open, Phoenix Open Invitational, Pensacola Open Invitational, Thunderbird Classic Invitational, Cleveland Open Invitational, Western Open, Whitemarsh Open Invitational
- 1964: The Masters, Oklahoma City Open Invitational
- 1965: Tournament of Champions
- 1966: Los Angeles Open, Tournament of Champions, Houston Champions International
- 1967: Los Angeles Open, Tucson Open Invitational, American Golf Classic, Thunderbird Classic
- 1968: Bob Hope Desert Classic, Kemper Open
- 1969: Heritage Golf Classic, Danny Thomas-Diplomat Classic
- 1970: National Four-Ball Championship PGA Players (met Jack Nicklaus)
- 1971: Bob Hope Desert Classic, Florida Citrus Invitational, Westchester Classic, National Team Championship (met Jack Nicklaus)
- 1973: Bob Hope Desert Classic

## Majors
| Jaar | Championship          | Score | Score             | Voorsprong | Nummer 2                             |
| ---- | --------------------- | ----- | ----------------- | ---------- | ------------------------------------ |
| 1958 | The Masters           | -4    | 70-73-68-73 = 284 | 1 slag     | USA Doug Ford, USA Fred Hawkins      |
| 1960 | The Masters           | -6    | 67-73-72-70 = 282 | 1 slag     | USA Ken Venturi                      |
| 1960 | US Open               | -4    | 72-71-72-65 = 280 | 2 slagen   | USA Jack Nicklaus                    |
| 1961 | The Open Championship | -8    | 70-73-69-72 = 284 | 1 slag     | Wales Dai Rees                       |
| 1962 | The Masters           | -8    | 70-66-69-75 = 280 | Play-off 1 | RSA Gary Player, USA Dow Finsterwald |
| 1962 | The Open Championship | -12   | 71-69-67-69 = 276 | 6 slagen   | AUS Kel Nagle                        |
| 1964 | The Masters           | -12   | 69-68-69-70 = 276 | 6 slagen   | USA Dave Marr, USA Jack Nicklaus     |

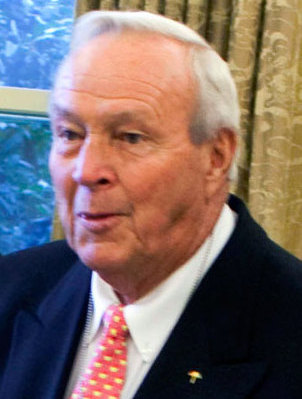
Arnold Palmer (2009)

1 In een 18-holes play-off won hij van Gary Player & Dow Finsterwald. Hij maakte een score van 68, Player van 71 en Finsterwald van 77.

## Elders
- 1956: Colombia Open

## Champions tour
In 1980 begon de Senior PGA Tour, de latere Champions Tour, voor spelers die 50 jaar of ouder zijn. 
- 1980: PGA Senior Championship
- 1981: US Senior Open
- 1982: Marlboro Classic, Denver Post Champions of Golf
- 1983: Boca Grove Seniors Classic
- 1984: PGA Senior Championship, Senior Tournament Players Championship, Quadel Seniors Classic
- 1985: Senior Tournament Players Championship
- 1988: Crestar Classic

Op 13 oktober 2006 stopte hij met spelen.

## Teams
- Ryder Cup: 1961, 1963, 1965, 1967, 1971 en 1973, allen gewonnen door de Verenigde Staten. In 1963 was hij de laatste playing-captain. In 1975 was hij non-playing captain.

## Golfbaanarchitect
Palmer kocht in 1971 de Latrobe Country Club, waar hij is opgegroeid. In 1972 begon hij met het ontwerpen van golfbanen. In 1984 ontwierp hij de Tralee Golf Club in Ierland, zijn eerste baan in Europa.
Palmers echtgenote Winnie overleed in 1999, waarna zijn gele labrador Mulligan (geb. 2001) zijn trouwste vriend werd. Zijn bedrijf verhuisde in 2006 naar Orlando.
Hij overleed in 2016 en zijn as werd verstrooid bij zijn Latrobe Country Club.